# Martin Ostwald
Martin Ostwald (* 15. Januar 1922 in Dortmund; † 10. April 2010 in  Swarthmore, Pennsylvania) war ein deutsch-amerikanischer Altphilologe. Bis zu seiner Emeritierung im Jahr 1992 lehrte er an der University of Pennsylvania sowie am Swarthmore College. Sein Forschungsinteresse galt der politischen Struktur des antiken Griechenland.

## Leben
Der Sohn eines jüdischen Anwalts wuchs in Dortmund auf, wo er das Archigymnasium besuchte und ursprünglich plante Rabbi zu werden. Nach der Reichspogromnacht wurden Ostwald sowie sein Vater und sein jüngerer Bruder von der Gestapo verhaftet. Während seine Eltern in Deutschland verblieben und später in das KZ Theresienstadt deportiert wurden, konnte Ostwald mit seinem Bruder über die Niederlande nach England fliehen. Dort wurde er jedoch, wie zahlreiche andere Deutsche, als vermeintlicher Spion verhaftet und in ein Internierungslager nach Kanada verbracht, wo er Bekanntschaft mit dem ebenfalls aus Deutschland geflohenen Thomas G. Rosenmeyer machte.
Nach seiner Entlassung begann Ostwald ein Studium der Klassischen Altertumswissenschaften an der University of Toronto, das er 1946 mit dem Bachelor abschloss. Zwei Jahre darauf macht er seinen Master an der University of Chicago. Anschließend begann er sein Promotionsstudium unter Kurt von Fritz an der Columbia University in New York, das er 1952 mit einer Arbeit über “The unwritten laws and the ancestral constitution of ancient Athens” abschloss.
Bereits 1950 erhielt er einen Lehrauftrag von der Wesleyan University, ein Jahr später von der Columbia University. Im Jahr 1958 schließlich wechselte er an das Swarthmore College, wo er bis 1992 blieb. Zudem lehrte er ab 1968 auch regelmäßig an der University of Pennsylvania. Ebenso nahm er Gastprofessuren an der Princeton University, dem Balliol College in Oxford, der University of California, Berkeley sowie der École des Hautes Études en Sciences Sociales in Paris wahr. 
Im Jahr 1991 wurde er in die American Academy of Arts and Sciences gewählt und zwei Jahre später in die American Philosophical Society. 2001 wurde ihm die Ehrendoktorwürde der Universität Dortmund verliehen.
Am 10. April 2010 starb er an einem Herzinfarkt.

## Werk (Auswahl)
Ostwald war Mitherausgeber der Cambridge Ancient History zwischen 1976 und 1992. Zudem veröffentlichte er zahlreiche Werke zur griechischen Verfassungsgeschichte.
- The unwritten laws and the ancestral constitution of ancient Athens, New York 1953.
- Nomos and the beginnings of the Athenian democracy, Oxford 1969.
- Autonomia. Its genesis and early history (= American Classical Studies Bd. 11), Chico 1982. ISBN 0-89130-572-6
- From popular sovereignty to the sovereignty of law. Law, society, and politics in fifth-century Athens, Berkeley 1986. ISBN 0-520-05426-1
- Anakē in Thucydides (= American Classical Studies Bd. 18), Atlanta 1988. ISBN 1-55540-279-8
- Oligarchia. The development of a constitutional form in ancient Greece (= Historia Einzelschriften Bd. 144), Stuttgart 2000. ISBN 3-515-07680-8